# 神社神道
神社神道（じんじゃしんとう）とは神道の一つの形態である。以下の2つの意味で使われる。
- 第二次世界大戦前の「国家神道」の異称。国家神道を参照。
- 第二次世界大戦後の神社を中心に、氏子・崇敬者などによる組織によっておこなわれる祭祀儀礼を信仰の中心とする形態[1]。

現在では単に「神道」という場合、神社神道を指す。祭祀の場となる神社は日本各地に数多くあるが、1945年までは全ての神社神道に属する神社が内務省の外局である神祇院の管轄下におかれていた。1945年12月にGHQによって発せられた神道指令により、「神道の国家管理」は廃止されることになり、神祇院は廃止されて1宗教法人として改組され、新たに神社本庁が発足した。神祇院の管轄下にあった神社神道約8万社は、
1. 神社本庁の発足とともにその包括下に入ったもの(約7800社)
2. 神社本庁とは別の包括団体をつくり、その包括下にはいったもの
3. 単立となったもの

などにわかれた。
神社神道には教典は存在せず、『古事記』や『日本書紀』などの神典にのっとり祭祀をおこなう。
祭祀の担い手となるのは神職であり、宮司・禰宜・権禰宜・出仕などの役職につき、神事を司る。
「神社神道の巫女」は神職には含まれない。「神楽の舞手」として「神事に参加」することはできるが、「神事を主宰・執行」することはできない。
神職となるためには「位階」を必要とする。
位階は、現在では神社本庁が授与する民間の資格で、浄階・明階・正階・権正階・直階の５段階がある。
神職養成課程を設置する教育機関は大学２校、専門学校・各種学校7校があり、就学年限は1年から4年である。神社本庁とは別の包括団体の傘下にある神社や単立の神社が独自の神職資格を定めたり、自前の「位階」を授与する例はなく、これらの教育機関では「神社本庁の包括下にない神社」や教派神道に属する神社の子弟の受け入れを行っている

## 包括組織
かつて神道は神道事務局によって管理されようとしたが、最終的に神道事務局は神道大教とする教派神道ととして神社神道とは切り離された。その後神社神道は内務省によって管理されたが、国民精神総動員運動の影響を受け1940年（昭和15年）には神祇院として独立した。しかし直後の敗戦によって目立った成果は上げなかった。
戦後は神祇院の後継組織である神社本庁が最も多くの神社が所属する団体であるが、神社本庁は原則として宗教法人格を有することが加盟の条件であるため法人格を有しない小規模な祠等はそもそも所属できない。また宗教法人格を有する神社に限っても、例えば東大阪市は法人格を持つ神社の半数以上が神社本庁未加盟でありその中には式内社の石切剣箭神社等も含まれている。さらに全国でも鎌倉宮・靖国神社・伏見稲荷大社・日光東照宮・気多大社・梨木神社・新熊野神社・富岡八幡宮・日前宮など、有名な神社であるにもかかわらず神社本庁の包括下にない例も存在する。
神社本庁以外の包括組織（包括宗教法人）も存在する。誠心明生会には91社、神社本教には78社、神社産土教には72社、北海道神社協会には60社、日本神宮本庁には23社、日本神社教団には15社の神社神道の神社が属している。

## 「神社神道」の語の由来
神社神道という言葉は比較的新しく、明治以降、教派神道と区別するためにつくられた。1868年（明治元年）、維新政府は神祇官（明治時代）を設置したが、中央集権的体制を強めるためには国家神道政策だけでは足りないとして神祇省を設置し皇道宣布運動を展開する。
ただ、1882年（明治15年）1月24日には内務省達乙第7号「自今神官ハ教導職二兼補ヲ廃シ葬儀二関係セサルモノトス」により、「神社神道は宗教ではない」（神社非宗教論）とし、宗教（教派神道・仏教）と祭祀（神社神道）を分離させ、神道は国の祭祀として非宗教とされた。
1899年（明治32年）の宗教法案には神道やキリスト教は含まれていなかったが、明治末頃から、教派神道は国家神道と称されはじめた。
1917年（大正6年）になると、日本基督教会が、学生が神社参拝を強制されていることを理由に神社非宗教論を否定した（『神社に関する決議』)。さらに強制は憲法の信教の自由に抵触するものであるという不服が申立てられた。
神道やキリスト教を含めない1899年の宗教法案は、3度にわたって議会に提出されるも不成立となっていたところ、その後に法案は名称を変え、1939年（昭和14年）になって神道とキリスト教を対象に含めた宗教団体法が成立した。ここで神社神道も、神道に含まれる宗教であるとされ、仏教のような教えや戒律こそないが、第二次世界大戦終結までの間、政府に保護されることとなった。
さらに、これを国家的神道と称し、そして、「国体神道」と「神社神道」とに細分して説を展開した有力な学者もいた 。第二次世界大戦前は神社神道とは近代になって政府による統制の加わった神社における儀礼・思想・組織を指す言葉であったのである。